# Curtiss SOC
Die Curtiss SOC Seagull war ein zweisitziger Doppeldecker, der als Aufklärer und als Beobachtungsflugzeug eingesetzt wurde.

## Geschichte
Der Erstflug fand im April 1934 statt. Dieser Flugzeugtyp fand vor allem auf Kreuzern und Schlachtschiffen Verwendung. Die SOC dienten zur Aufklärung vor den Schiffen und zur Beobachtung des Geschützfeuers bei Seegefechten. Sie wurden mithilfe eines Katapults gestartet und nach erfolgreichem Einsatz landeten sie auf dem Wasser, wonach sie mit einem Kran wieder an Bord gehoben wurden. Beim Angriff auf Pearl Harbor schossen zwei Curtiss SOC Seagull eine Mitsubishi A6M ab.

## Ausstattung

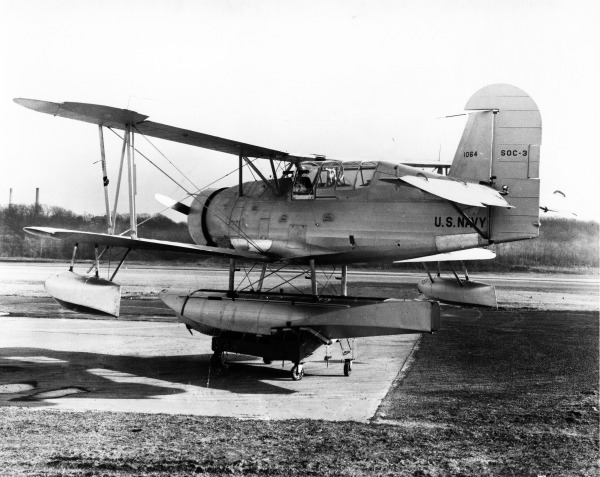
Curtiss SOC-3
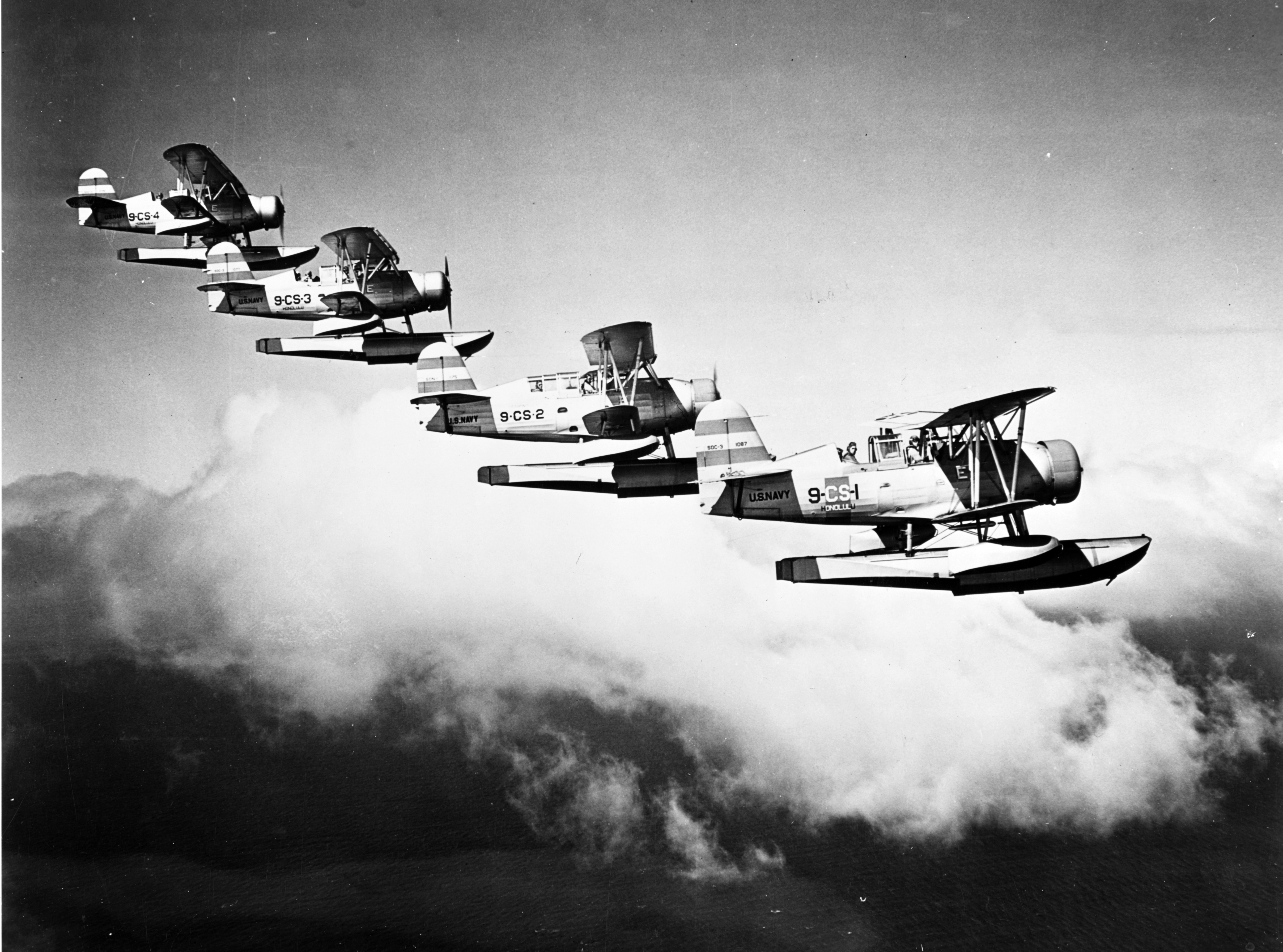
Curtiss SOC-2
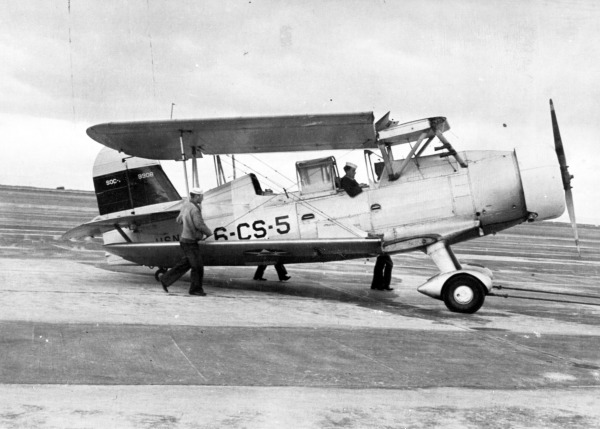
Curtiss SOC-1

Zur Verwendung an Land hatte das Modell Curtiss SOC Seagull 2 als Schulflugzeug ein Spornfahrwerk anstelle von Schwimmern. Die Modelle der Baureihe Curtiss SOC Seagull 1 und Curtiss SOC Seagull 3 waren mit Schwimmern ausgestattet. Die Baureihe Curtiss SOC Seagull 4 war bei der US Coast Guard im Einsatz.

## Zwischenfälle
In der Nutzungszeit dieses Flugzeugtyps gab es 18 Unfälle mit insgesamt 6 Toten.

## Technische Daten

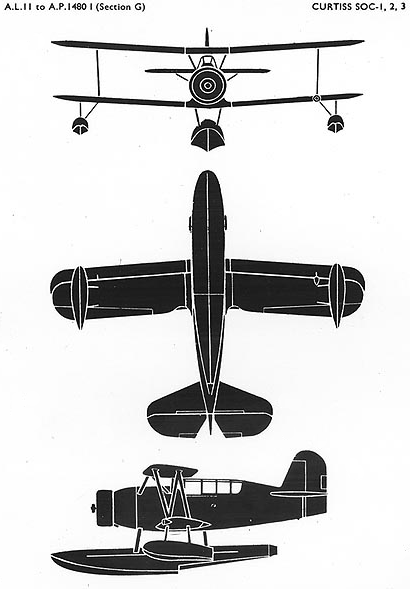
Dreiseitenriss

| Kenngröße             | Curtiss SOC Seagull 1                                                              |
| --------------------- | ---------------------------------------------------------------------------------- |
| Besatzung             | 2                                                                                  |
| Länge                 | 8,08 m                                                                             |
| Spannweite            | 10,97 m                                                                            |
| Höhe                  | 4,50 m                                                                             |
| Flügelfläche          | 31,77 m²                                                                           |
| Leermasse             | 1718 kg                                                                            |
| max. Startmasse       | 2466 kg                                                                            |
| Antrieb               | ein Pratt & Whitney-R-1340-18-Wp-Sternmotor mit einer Leistung von 447 kW (608 PS) |
| Höchstgeschwindigkeit | 266 km/h in 1525 m Höhe                                                            |
| Marschgeschwindigkeit | 214 km/h                                                                           |
| Reichweite            | 1086 km                                                                            |
| Gipfelhöhe            | 4540 m                                                                             |
| Bewaffnung            | zwei 7,62-mm-MG sowie 295 kg Bomben                                                |